# إنغريد ألكسندرا أميرة النرويج
إنغريد ألكسندرا أميرة النرويج (Princess Ingrid Alexandra of Norway) (من مواليد 21 يناير 2004) هي الطفلة الكبرى لولي العهد الأمير هاكون وتعتبر عضوة مجلس نواب غلوكسبورغ. وهي الثانية في ترتيب ولاية العهد بعد والدها الأمير هاكون، وستكون بذلك ثاني ملكة تحكم النرويج بعد الملكة مارغريتا الأولى في القرن الخامس عشر.

## روابط خارجية
- إنغريد ألكسندرا أميرة النرويج على موقع IMDb (الإنجليزية)
- إنغريد ألكسندرا أميرة النرويج على موقع أوليمبيديا (الإنجليزية)